# Мария Кристина Бельгийская
Мария Кристина Дафна Астрид Элизабет Леопольдина Бельгийская (фр. Marie-Christine de Belgique;
6 февраля 1951, Лакен, Брюссель) — бельгийская принцесса, старшая дочь короля Бельгии Леопольда III и его второй жены Лилиан Байльс, принцессы де Рети.

## Биография
Сестра принца Александра Бельгийского (1942—2009) и принцессы Марии Эсмеральды Бельгийской (род. 1956). У неё также имеется двое единокровных братьев, короли Бодуэн I и Альберт II и сестра Жозефина Шарлотта, великая герцогиня Люксембургская.
С детства жила со своими родителями в замке в Лакене. В 1959 по просьбе правительства Бельгии Леопольд III покинул Лакен. Через год он переехал со своей второй женой и тремя детьми в королевское поместье Аржантее, Ватерлоо (Бельгия), отремонтированное и предоставленное ему бельгийским государством. Здесь принцесса Мария Кристина получила домашнее образование в школе при дворце.
Дважды выходила замуж, детей нет. В 1981 году эмигрировала в Канаду, где в том же году в первый раз вышла замуж за джазового пианиста и владельца музыкального бара в Торонто Поля Друкера, гея, который был на 13 лет старше невесты. Брак распался через пять недель.
Неудачно пробовала свои силы в актёрской карьере.
В 1989 вторично вышла за владельца ресторана Жана Поля Гургеса и переехала в Сан-Диего в Калифорнии (США).
Мария Кристина высказывается за отмену монархии в Бельгии. После финансовых проблем, стала давать разоблачительные интервью бельгийской прессе, что побудило её братьев королей Бодуэна I и Альберта II передать ей деньги. Узнав о смерти Бодуэна из прессы, отказалась вернуться в Бельгию на его похороны. В 2002 году она также не присутствовала на похоронах своей матери Лилиан Байльс, принцессы де Рети, с которой не поддерживала никаких контактов.
Мария Кристина написала автобиографию под названием «Осколки», в которой утверждала, что была изнасилована в подростковом возрасте, и что мать, из-за вопросов наследства, в детстве избивала её.